# Fatah
Al Fatah (arapski: فتح. borba i pobjeda, akronim punog arapskog naziva Harakat al-Tahrir al-Watani al-Filastini) je najstarija i najveća politička socijalistička stranka palestinskih Arapa i najveća skupina unutar PLO-a. Vojnom granom Fataha nazivaju se Al-Aqsa-mučeničke brigade, koje Izrael, SAD, Kanada, Japan i EU smatraju terorističkom organizacijom.

## Osnivanje
Fatah je krajem 1950-ih osnovalo nekoliko mladih Palestinaca, među njima i Jaser Arafat, s ciljem osnivanja palestinske države. Organizaciju su neke države od prvog dana, prvenstveno Izrael, smatrali terorističkom. 

## Socijalistička internacionala
Fatah ima savjetodavni status unutar Socijalističke Internacionale. Bila je u sukobu s Hamasom tijekom 2007., između ostalog u Gazi. Njen podmladak Shabibet Fateh je član IUSY-a (Omladinske socijalističke internacionale).

## Građanski rat u Siriji
Fatah je tijekom Građanskoga rata u Siriji stao na stranu Bašara al-Asada i vladajuće Baas stranke i pomagao je sirijskim siguronosnim snagama u istjerivanju pobunjenika južno od Damaska.